# Claudio Coello
Claudio Coello (Madrid, 1642 - aldaar, 20 april 1693) was een Spaanse barokschilder. Hij werd beïnvloed door veel andere kunstenaars zoals de Spanjaard Diego Velázquez. Coello wordt beschouwd als een van de laatste grote Spaanse schilders van de 17e eeuw.

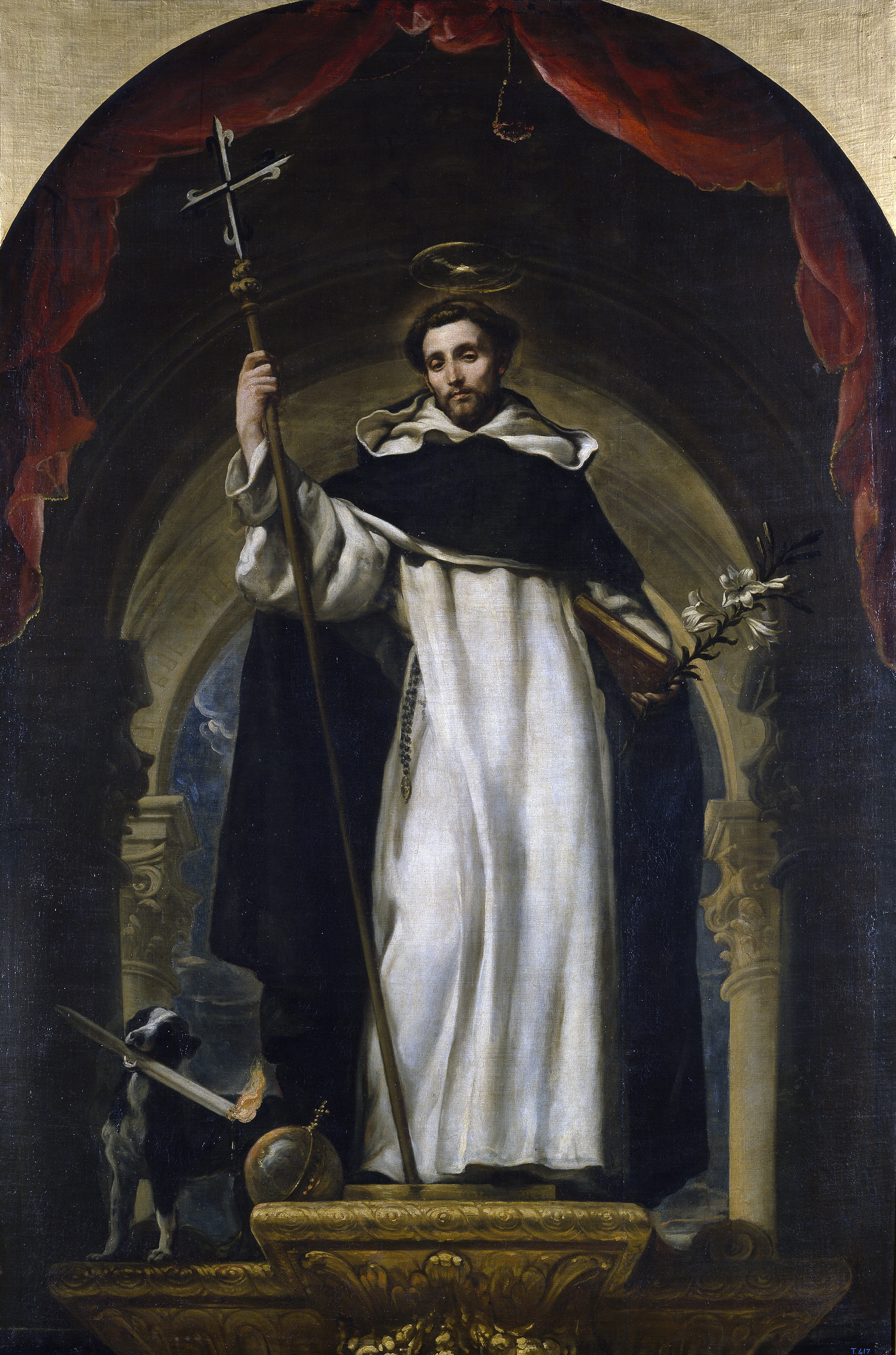
Saint Dominic van Guzman, door Claudio Coello, Museo del Prado, Madrid

De zoon van Faustino Coello, een beroemd Portugees beeldhouwer, was hofschilder voor Karel II van Spanje. Hij werkte aan vele kerken en openbare gebouwen in Madrid, met als bekendste de Sacristie van Escorial, waar veel portretten hangen van priesters en hovelingen.
- Biblioteca Nacional de España: XX1145005
- Bibliothèque nationale de France: cb12075663n (data)
- Gemeinsame Normdatei: 11866963X
- International Standard Name Identifier: 0000 0000 6636 9549
- Library of Congress Control Number: n85315052
- Nationale Bibliotheek van Polen: a0000003672698
- Nederlandse Thesaurus van Auteursnamen: 072691670
- RKD-Nederlands Instituut voor Kunstgeschiedenis: 17477
- SNAC: w6089vkz
- Système universitaire de documentation: 029049229
- Union List of Artist Names: 500017664
- Virtual International Authority File: 54420836
- WorldCat: E39PBJpyqH7P3ygFrWTQVdwHmd